# GNOME Fichiers
Pour les articles homonymes, voir Nautilus.
GNOME Fichiers, anciennement Nautilus, est le gestionnaire de fichiers libre de l'environnement de bureau libre GNOME (il a remplacé GNU Midnight Commander à partir de GNOME 1.4 en 2001). Il permet de lancer des programmes, d'ouvrir, copier, déplacer ou supprimer des fichiers. Il permet également de parcourir un réseau local ou encore d'afficher le contenu d'un serveur FTP comme s'il s'agissait d'un dossier local.
Ce gestionnaire est développé sur la base de la bibliothèque GTK, et fait partie du projet GNU. À compter de la version 2.22, il s'appuie sur un nouveau système de fichiers virtuel, GVFS, qui remplace GNOME-VFS.

## Histoire
Il était initialement développé par la société Eazel (en), qui comptait parmi ses membres d'anciens ingénieurs ayant travaillé sur l'interface du Finder d'Apple. Après le dépôt de bilan d'Eazel, le développement a été repris par Dave Camp travaillant chez Ximian et Alexandre Larsson travaillant chez Red Hat.
Pour des raisons de meilleure clarté, il a été renommé GNOME Files. Il possède deux forks répandus : Nemo (2012), écrit pour Cinnamon et Caja, écrit pour MATE. Ces renommages ont été rendus nécessaires pour éviter toute interférence entre ces environnements de bureau quand ils sont disponibles chez le même utilisateur. Dans la pratique, l'utilisateur passe de l'un à l'autre sans difficulté.

## Fonctionnalités

### Interface de présentation de fichiers
Nautilus offre le choix entre deux interfaces (que l'on sélectionne en éditant les préférences du logiciel) répondant à deux logiques différentes : 
1. le mode navigationnel « classique », mono-fenêtre, que l'on retrouve sur la majorité des gestionnaires de fichiers (Explorateur Windows, Konqueror…), conçu pour ne pas perturber les utilisateurs habitués à d'autres environnements. Dans ce mode, Nautilus présente une interface proche de celle d'un navigateur web : flèches précédent/suivant pour revenir aux répertoires précédemment consultés, possibilité d'accéder au répertoire racine, de créer ses raccourcis, d'accéder à l'historique de navigation, la navigation par onglets… Ce mode est celui proposé par défaut dans Ubuntu ou Mandriva par exemple. La fenêtre peut par ailleurs être scindée en deux pour afficher simultanément le contenu de deux dossiers ;
2. le mode spatial, multi-fenêtres, qui fait appel à la mémoire « spatiale » : le cerveau mémorise la taille, la forme, l'emplacement physique des dossiers sur l'écran.

Ainsi, dans le « mode spatial » :
- un dossier est un objet « physique » qui ne peut donc être ouvert plusieurs fois ;
- l'interface ne comporte aucun bouton de navigation ;
- Nautilus, dans ce mode, mémorise un tas de choses qui ne le sont pas en mode « classique » comme le zoom, la présentation en icônes ou en liste, l'ordre de rangement, les couleurs, dimensions et position de la fenêtre, etc. Cela permet d'adapter chaque fenêtre à son contenu très facilement et une fois pour toutes ;
- les copier-coller et glisser-déposer sont facilités.

Ce mode est celui proposé par défaut dans Fedora par exemple.

### Autres fonctionnalités
À partir de la version 3.6, Nautilus offre deux modes de visualisation (icônes ou liste), une barre d'adresse cliquable et permet la prévisualisation de certains médias sans avoir à lancer un programme spécial. Par ailleurs, de nouvelles fonctions peuvent être greffées à Nautilus au moyen d'un système de scripts, qui peut être géré graphiquement à l'aide de Nautilus Actions, ou d'extensions.
Certains logiciels spécialisés dans la copie de fichiers peuvent remplacer le système de copie par défaut. Par exemple Ultracopier.

### Plug-ins
Comme nombreux autres logiciels du projet GNOME, Nautilus est extensible, dynamiquement, avec des plugins, via une API en Python.
Par exemple, Nautilus Terminal permet d'intégrer un terminal dans le panneau supérieur.

## Comparaison avec Windows
Sous Windows, le logiciel équivalent à Nautilus est l'explorateur de Windows (explorer.exe) qui est à la fois un shell graphique et un gestionnaire de fichiers.